# Gheorghe Zamfir
Gheorghe Zamfir (* 6. dubna 1941, Gaesti, Rumunsko), často vystupuje jen jako Zamfir, je rumunský hudební skladatel a hráč na Panovu flétnu (rumunsky nai).

## Životopis
Absolvoval bukurešťskou konzervatoř (jeho učitelem hudby byl Fanica Luca), působil jako dirigent folklorního souboru Ciorcila.
Ve Francii zapůsobil na veletrhu MIDEM a poté mu zde vydali i gramofonové desky. Francouzská Společnost pro zábavnou hudbu mu udělila jejich nejvyšší ocenění, Zlatou kytaru za rok 1971 a Svaz francouzských skladatelů jej poctil udělením čestného členství. V roce 1972 mu skladatel Vladimir Cosma (rumunského původu) svěřil sólo v hudbě k filmu Velký blondýn s černou botou. V prosinci 1973 mu generální tajemník OSN Kurt Wadlheim poslal oficiální blahopřejný list. Velký úspěch měla Zamfirova nahrávka rumunské pohřební písně Doina de jale, která získala v září 1976 čtvrté místo britské hitparády.
 a stala se znělkou náboženského pořadu BBC The Light of Experience. Dalším hitem byla skladba Jamese Lasta Osamělý pastýř. Nahrál také soundtrack k filmu Sergio Leoneho Tenkrát v Americe. V anketě rumunské televize 100 největších Rumunů se v roce 2006 umístil na 56. příčce.

## Vyznamenání
- Řád republiky – Moldavsko, 15. května 2013[2]